# 1976년 하계 올림픽 버뮤다 선수단
1976년 하계 올림픽 버뮤다 선수단은 1976년 몬트리올 올림픽에 참가한 올림픽 버뮤다 선수단이다.

## 메달리스트

### 동메달
- 클로렌세 힐 - 복싱 남자 헤비급